# INRI (album)
INRI – drugi studyjny album amerykańskiego zespołu aggrotechowego Psyclon Nine wydany w 2005 roku za pośrednictwem wytwórni Metropolis Records. Tytuł albumu pochodzi z języka łacińskiego i oznacza "Jezus Nazarejczyk, Król Żydów". Tematyka utworów skupia się na tematach mocno antychrześcijańskich. Album zawiera cover zespołu Ministry "You Know What You Are".

## Lista utworów
1. "INRI" – 6:11
2. "Behind a Serrated Grin" – 4:51
3. "The Feeding" – 4:09
4. "Lamb of God" – 5:06
5. "Hymn to the Angels' Descent" – 4:37
6. "Rape This World" – 4:34
7. "The Feeble Mind" – 4:43
8. "Requiem for the Christian Era" – 3:16
9. "Faith: Disease" – 4:36
10. "Harlot" – 5:05
11. "The Unfortunate" – 2:50
12. "Nothing Left" – 6:17
13. "You Know What You Are" – 4:17